# Melonanchora
Melonanchora is een geslacht van sponsdieren uit de klasse van de Demospongiae (gewone sponzen).

## Soorten
- Melonanchora elliptica Carter, 1874
- Melonanchora emphysema (Schmidt, 1875)
- Melonanchora globogilva Lehnert, Stone & Heimler, 2006
- Melonanchora kobjakovae Koltun, 1958
- Melonanchora tetradentifera Koltun, 1970